# Left-May-Sprachen
Left May oder Arai ist eine Sprachgruppe, die im Nordwesten Papua-Neuguineas beheimatet ist, am und im Hinterland des Westufers des May River, einem Nebenfluss des Sepik (Arai nach dem Ort am Fluss), im Osten der East Sepik Province und angrenzender Provinz Sandaun.
Das Gebiet umfasst etwa 60 km Nordost-Südwest-Ausdehnung.
Die sprecherreichste Sprache der Familie ist Nimo mit 415 Muttersprachlern. Die anderen Sprachen sind Iteri (Rocky Peak), Ama, Owiniga, und Nakwi und Bo, die aber auch in eine linguistisch unabhängige Gruppe gestellt werden. Die Sprachen sind hochgradig bedrohte Sprachen, die jeweils nur in einem oder einigen wenigen Dörfern gesprochen werden.
Es lässt sich keine nähere Verwandtschaft mit irgendeiner anderen der einheimischen Sprachfamilien nachweisen, eine mögliche Obergruppierung ist Arai-Kwomtari, mit der Kwomtari-Gruppe.
In der Umgebung wird im Norden am Sepik und Osten Sepik-Ramu gesprochen, im Hochland im Südosten Ok, im Nordwesten findet sich die kleine Sprachinsel der Amto-Musan.